# 一人ごっつ
『一人ごっつ』（ひとりごっつ）は、1996年10月7日から1997年3月28日にかけてフジテレビ系列で放送されていたバラエティ番組。後継番組である『新・一人ごっつ』『松ごっつ』についても記述する。

## 概要
『一人ごっつ』、『新・一人ごっつ』、『松ごっつ』とタイトルを変えながら約2年間放送されたお笑いコンビ・ダウンタウンの松本人志によるお笑い番組。『新・一人ごっつ』、『松ごっつ』では木村祐一や板尾創路らも参加した。

## 一人ごっつ

### 概要(一人ごっつ)
寺のような内装のセット内で、「師匠」と呼ばれる、松本の座る背後に鎮座する大仏との掛け合いのみで番組が進行する。基本的には大仏から出されるお題に対し、手元にあるフリップもしくは顔や体の一部を使いボケ回答をしていく、という大喜利形式。

### 放送期間
- 1996年10月7日～1997年3月28日（全120回）　※1996年12月31日のみスペシャル
- 毎週月曜日～金曜日／10分
- フジテレビ系列

### 出演者
- 松本人志
- 倉本美津留　※声のみの出演

### 主なコーナー
- お題
師匠から出題される問題に手元にあるフリップを用いて松本が珍妙な答えを出していく。答えを書いている松本自身が爆笑していて客やADがあまり笑っていないこともよくある。この形式は、後のIPPONグランプリに引き継がれている。
- 写真で一言
一枚の人物や動物などの写真に対し、松本が台詞や言葉で笑いに導く。この形式も、IPPONグランプリに引き継がれている。
- 出世させよう!
一つの言葉を段階を経て出世させていく。途中から脱線して間違った方向に走り、最後にオチをつけるのが定番。
- 顔
師匠の出題する「～な時の顔」というお題に対して、松本が顔で表現する。
- 日本語で返そう!
何を言っているか理解できない外国語の音声に対し、日本語でそれっぽく返答をする。
- 毒づいてみよう
次々と出てくる物の写真を見て毒づいていく。テンポの良いコーナー。

### スタッフ
- 企画：松本人志
- 制作：大﨑洋
- 構成：松本人志・倉本美津留・高須光聖・木村祐一・江間浩司
- ディレクター：小須田和彦
- プロデューサー：小須田和彦・岡本昭彦
- 製作：フジテレビ・吉本興業

## 新・一人ごっつ

### 概要(新・一人ごっつ)
前作とは一変し、コント、ものまね、紙芝居などあらゆるジャンルの笑いに挑戦する。また、直接画面に映る事はないが、お笑いタレントの木村祐一や板尾創路が参加しており、より広がりのある番組となった。開始直後に松本が『ごっつええ感じ』に絡んだ一件でフジテレビの出演番組すべての収録をボイコットしたため、2週ほど前作からの傑作選に差し替えられた。

### 放送期間
- 1997年10月14日～1998年3月24日（全22回）
- 毎週火曜日／30分
- フジテレビ系列

### 出演者
- 松本人志
- 木村祐一　※「面雀」以外は声のみの出演
- 板尾創路　※「面雀」以外は声のみの出演
- 倉本美津留　※声のみの出演

### 主なコーナー
- アートのコーナー
美術室のような空間で松本が単純ながら捻りのきいた物を製作。題名は最後に紹介される。
- イカせよう
あらゆる日用品に対して卑猥な言葉を投げかけ、アダルトビデオ風に展開していく。よく聞くとバックに本物のAVの音声が聞こえる。深夜枠ならではの下品な笑いの追求。
- 面満(おもまん)
タイトルは「面白満漢全席」の略。面牌(おもぱい)と呼ばれるさまざまな語句が書かれた木の板が山のように積まれており、二枚一組で笑いの取れる言葉になるようにして取り除いていく。ただし、文字が完全に露出している牌しか使用できない。麻雀牌を用いたパズル「上海」のお笑い版という趣きである。
最終の2回の放送では、ゲストに木村・板尾・山崎邦正（現・月亭方正）を迎え、この企画を発展させた「面雀」を行った。『松ごっつ』では「面雀」が恒例企画となっていた。内容は『松ごっつ』の項目を参照。
- 紙猫芝居
猫の行動を紙芝居にしたものを、松本のナレーションでくり返し行う。一回目、二回目と内容は同じなのだが、ナレーションを繰り返すごとに語りが少しずつ変わっていく。
- 合成しよう
合成写真を作るコーナー。それに対して松本がコメントをする。
- 作詞しよう
突然割り当てられたメロディーに対して、松本が即興で歌詞をつけていく。即興にしては完成度も高いものもいくつかあり、ニヤけながら「紅白やな」と発言したこともある。
- 新婚さん聞きなっしゃい!
『ダウンタウンのごっつええ感じ』で放送された「サニーさん」の続編ともいえるコント。桂三枝に扮した松本が、あらゆる日用品を大袈裟な言葉を売り文句に紹介していく。最初は「どうも皆さんこんにちは、窓辺のマーガレット桂三枝です」から始まり、「○○した者だけぇ～!××できるわけでございます」と使い方を説明し[注釈 1]、途中で「およよ」「グッ」とギャグを飛ばす。商品の効能はどんどん意味不明なものにエスカレートしていった。最後は「そんなこんなで、○○（品名）はええでぇ～!」と叫び、格言めいた言葉で締める。
タイトルは『新婚さんいらっしゃい!』のもじりだが、オープニングテーマは『花の新婚!カンピューター作戦』のものであった。
- タイムスリップショッピングダンス
様々な商品の現在と過去の値段を、外国人の格好をした松本がエアロビクス風のダンスをしながら比較していく。キレがいいのか悪いのか微妙なダンスと、松本が次第にバテていく様子が見もの。BGMはEddy Huntingtonの『Meet my friend』。
- 電話
著名な洋楽ミュージシャンやハリウッドスター宅に松本から電話が掛かってくる。しかし本人は不在で、必ず木村祐一扮する母親が電話に出てメッセージを預かる。電話を切った後、その内容を記したメモの一番大事かと思われる箇所に下線が引かれる。
- ナース松本
思春期の少年、少女（の姿をしたマネキン）にナース松本が男性器を短い竹刀、女性器をキャッチャーミットになぞらえマスターベーションのやり方を教える、というコント。下品ながらそのやり方の発想は多角的である。少年編、少女編共にややSM的な方向性の方法が多く、後半から段々ナース松本が投げやりになる。
- 発見のコーナー
走行中の自動車から撮影した車外の映像に対し、松本が強引な妄想やこじつけで昔のドキュメンタリーのようなナレーションを行う。最終的に発見するもの自体は常に微妙である。
- ピー助
昼の帯番組の司会者「ピー助」による番組スタッフへの説教を描く。スタッフ達のピー助に対する嫌がらせや有り得ないミス、やる気の無さをピー助が一つ一つツッコミを入れていく。コントは番組のエンディングから入り、収録が終わった直後から説教が始まる。彼が何かを指摘するたびにスタッフの「あ～」というわざとらしい声と、特にピー助が被害を受けたことへの「フヘヘヘ」という陰湿な笑い声が流れ、よりピー助が怒る。因みにピー助は中卒、舞台役者経験があり、またハゲているためカツラを使用している。覚醒剤取締法違反での逮捕歴もあるらしい。
また、この番組の特徴としてディレクターの人数が異常に多く、第1回では26人、第2回では30人もの名前がエンドロールに延々流れる。その中には梅田ひでよしや辻武司の名前も存在する。
- 松ちゃんポリスのヘタなら!グズなら!アホなら!乗るな!のコーナー
婦警（ミニスカポリス風）に扮した松本が車をかたどったダンボールを用い、日常で出くわした不快な運転マナーに対してハイテンションで毒づいていく。大概後半でキレ、ダンボールを蹴飛ばしたり壊したりする。ミニスカの松本は股間を触りまくる、胸を揉みまくるなど、発言の正当さとギャップが激しい。
- マネキンとコント
松本が単独でマネキンを相手に一人芝居を行う。回を追うごとに笑いの方向性を広げていったが、最初のコントは松本の作家性を感じさせる、非常にドラマとしての完成度の高いもの。
- やっさん
松本が世間話をしながら横山やすしの扮装をして行く。話の最後に扮装は完成し、やっさんの物真似でキレる。
- 全国お笑い共通一次試験 俺ならこう解く
様々なお題を問題とした答案用紙を全国からフジテレビに取りに来る形で配布、答案用紙を提出した視聴者の解答を紹介していきながら、松本が独自の解釈を織り交ぜつつ答え合わせをしていく大企画。センター試験の問題解説のような形で、面白いもの、サブイものを紹介。問題は発想の飛躍を求められるものが多く、いわゆるベタは敬遠されていた。最高得点を獲得した首席の視聴者には師匠が直接出向き、特製の作務衣が師匠から（投げつけられるように）贈られた。

### スタッフ
- テーマソング：倉本美津留「しやわせ」
- ディレクター：亀高美智子、伊藤征章
- チーフディレクター：小松純也
- プロデューサー：小須田和彦
- 制作協力：吉本興業
- 制作著作：フジテレビ

## 松ごっつ

### 概要(松ごっつ)
この番組では共演者として正式に木村祐一と板尾創路が参入。ロケで行うコーナーやゲスト出演者を迎えてのコーナーなど、よりバラエティに富んだ番組となった。

### 放送期間
- 1998年4月14日～1998年9月22日（全24回）
- 毎週火曜日／30分
- フジテレビ系列

### 出演者
- 松本人志
- 木村祐一
- 板尾創路
- 倉本美津留　※声のみの出演

### 主なコーナー
- 教えよう!
視聴者からの、日常の行動をいかに面白く出来るかという投書に松本が答える体裁のコーナー。幾つも紹介されるネタは何故か静止画像が多用される。
- 面雀(おもじゃん)
松本、木村、板尾にゲストを加えた4組で行うゲーム。さまざまな語句が書かれた木の板（面牌）を麻雀のように10個ずつ持ち、場に提示された「センター牌」の上か下に手持ちの牌からひとつを出し、ふたつの語句を合わせて笑いの取れる言葉を作る。4組が出し終わったらどれが面白いかを相談し、その局の勝者を決める。これを10局行った後、各自が勝利した言葉の中から最も面白いと思うものをひとつずつ自薦する。エンディングで師匠に選ばれた言葉を作った人が最終的な勝者となる。
ゲストには蔵野孝洋（現・ほんこん）、リットン調査団、きたろう、ふかわりょう、ココリコといった芸人のほか、ミュージシャンの奥田民生、PUFFYも出演していた。
2011年には『IPPONグランプリ』のスピンオフ企画『IPPONプラス』として、面雀形式のゲームが復活した。ルールはほぼ同様だが、5人対戦となっていた。2012年春から半年間は『おもしろ言葉ゲーム OMOJAN』として毎週火曜にレギュラー放送されていた。
- オヤジ関係あらへんがな!まで10分
普通の会話を続け、10分後に「オヤジ関係あらへんがな」というワードを導き出す。必ず十分後に来るオチまでの経過を楽しむ企画。他に「あ゛～あ゛まであと10分」「10分で疲れる男達　服を買いに行く」などもある。
- この際、一度鬼ババになってみようのコーナー
鬼ババのメイクをして一般家庭のダイニングで暴れる、というだけの企画。芸能人を呼んでやらせようとしていたが、芸能人からの応募が来ないのでなんとか勧誘、鬼ババの格好をさせようとする体。様々なバリエーションに発展する。後に以下の様々な芸能人がゲスト参加した。なお、ゲストの中でYOU、原田龍二のみが自ら参加を申し出て出演した。また、「鬼ババは健康に良い」とコメントした医師(という体で出演した役者)が、出演者が来ない責任を取り、翌週に鬼ババとなっていた。
  - 鬼大槻ケンヂババ
  - 鬼ミッキー・カーチスババ
  - 鬼蛭子能収ババ
  - 鬼高野拳磁ババ
  - 鬼野沢直子夫妻ババ
  - 鬼原田龍二ババ
  - 鬼まことババ（シャ乱Q）
  - 鬼YOUババ
  - 鬼小須田和彦ババ（番組プロデューサー）
  - 鬼原院長ババ
- サウンド・オブ・クリーニング
松本、板尾、木村の3人で公園などにある汚れた公衆便所に出向き、音楽を掛ける事によって清浄しようとする企画。井上陽水などの楽曲が使用された。ちなみに放送で出てきたトイレは以下の通り。
  - 第一回：新宿中央公園（新宿区・建て直しのため番組で出たトイレは現存せず）
  - 第二回：西戸山公園（新宿区・道路拡張工事に伴い解体されたため番組で出たトイレは現存せず）
  - 第三回：恵比寿公園（渋谷区・建て直しのため番組で出たトイレは現存せず）
  - 第四回：大蔵運動公園（世田谷区）
- 師匠のボケろや!!
着ぐるみの師匠が、視聴者からの依頼ハガキを元に一向にボケようとしない市井の人々をボケさせようとしては失敗、逆ギレする映像に松本のナレーションをかぶせてサイレントニュース映画風にしたコーナー。大暴れする師匠と、松本のニュース映画風のナレーションが絶品。また「全国お笑い共通一次試験」首席獲得者に賞品の作務衣を届ける過程を描いた「全国お笑い共通一次試験ニュース」もこのコーナーの演出で行われていた。BGMには「マジンガーZ」や「マグネロボ ガ・キーン」など主に渡辺宙明によるロボットアニメの劇伴が流用された。
- 絶妙の間とタイミング
さまざまな設定を松本が用意し、板尾と木村がボけ、それに対し絶妙の間とタイミングで松本が突っ込む。上記「オヤジ～」の逆の発想。いつ来るか分からないオチまでの展開を注視させ展開を楽しませる狙い。
- 力の抜ける服でおはよう
それぞれの、力の抜ける服を着て喫茶店に松本、木村、板尾の三人が集合する。
- 寝言
松本、板尾、木村が雑魚寝し、それぞれの寝言で笑いを取ろうとする実験企画。
- 別れ話のコーナー
師匠に「お笑い一筋にせぇ。もう色恋沙汰やっとる場合ちゃうで、番組内で別れえ」といわれた松本が木村、板尾に呼びかけ、喫茶店で別れ話をする。木村はバーのママ、板尾は中学生、松本は老婆と別れ話をしていた。
- セカンドバッグ対決
松本、木村、板尾それぞれが私物をセカンドバッグに入れて持ち寄り、一人ずつこっそりのぞいて一番おもしろかったものが勝ちというもの。
- 第2・3回全国お笑い共通一次試験 俺ならこう解く
内容自体は新・一人ごっつの時と同じ。

### スタッフ
- テーマソング : 倉本美津留「しやわせ」
- 制作協力 : 吉本興業
- 制作著作 : フジテレビ

## 松本人志24時間大喜利

### 概要
一人ごっつシリーズの集大成とも言える特別企画。神奈川県鎌倉市の妙本寺を借りきり、百人前後の客を入れてその前で24時間答えを出し続けた。数問のお題は板尾・木村の二人が担当したり、三人で行ったりもした。芸能人からのお題にも答えた。
夜中にしとしとと冷たい雨が降ったり、夜明け後は強風が吹いたりと過酷なコンディションであったが、見事に乗り切ったあと松本は「ガキとかCXとかで色々24時間やりましたけど、これホンマ辛かった」とため息交じりの感想を述べた。後にインタビューで「今まで誰もやった事のない、未知の領域に踏み込んだ感じがしてわくわくした」と語り、この仕事をやり切った事を誇りに思っている事がうかがわれる。
なお、お題と答えは 松本人志の24時間大喜利のコーナー（非公式データベース） で全て見ることが出来る。

### 放送期間
- 1998年12月24日 - 28日深夜

## 関連商品

### VHS
- 「松本人志の一人ごっつ」 其の一～其の十（1997年～1998年、ソニー・ミュージックマーケティング）

### DVD
- 松本人志自選集 「スーパー一人ごっつ」 Vol.1～Vol.5（2002年～2003年、よしもとアール・アンド・シー）

### 書籍
- 『定本「一人ごっつ」』（2003年9月24日、ロッキング・オン）ISBN 978-4860520243